# Augustin Cottes

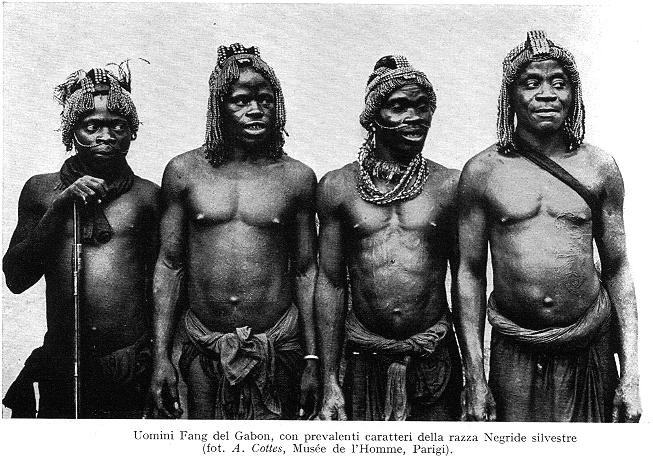
Hommes gabonais, photographie d'Augustin Cottes.

Augustin Marie Antony Cottes (Agen, 10 décembre 1871 - Bamako, 29 juillet 1913) est un officier, photographe et explorateur français.

## Biographie
Sorti de Saint-Cyr, sous-lieutenant dans l'infanterie de Marine, il sert au Tonkin (1893) et est chargé d'établir des relevés topographiques dans la vallée de la Rivière Claire pour préparer la cartographie détaillée de la région.
Envoyé ensuite au Soudan (1896), il prend part à des opérations sur le moyen Niger puis repart en Indochine en 1901 où il reprend ses opérations géographiques sur le haut Tonkin. Il effectue alors une traversée exceptionnelle de Hanoï à Saïgon par la cordillère du Annam et relève 3 000 km d'itinéraires (janvier-août 1903).
De retour en Afrique en 1905, il participe aux travaux de délimitation de la frontière entre le Congo français et le Cameroun allemand. Second d'Henri Moll, il s'occupe de la frontière sud du territoire allemand et avec le capitaine Forster, à partir de Ouesso, traverse les vallées du Ngoko, de l'Ivindo et du Rio Campo et rejoint l'Atlantique. Il établit alors de nombreux points astronomiques, relève le cours des rivières, rassemble des observations géologiques, hydrographiques, botaniques, zoologiques, anthropologiques etc.
Rentré en France en 1907, il obtient la médaille d'or de la Société de géographie de Paris en 1911 et meurt des fièvres à Bamako en 1913.
On lui doit de nombreux clichés de ses voyages en Indochine.
Il est inhumé au cimetière de Vaugirard. La sculpture de son tombeau est de Denys Puech.

## Travaux
- « Voyage de Hanoï à Saïgon par Luang Prabang et la chaîne annamitique », Annales de géographie, 1905
- « La Guinée espagnole », Annales de Géographie, 1909, p. 433-450
- « Les confins du sud-Cameroun et du Congo français », Bulletin de la Société de géographie de Lille, 1908, p. 276-284
- La Mission Cottes au sud-Cameroun, 1911